# Pax Europaea

Historické rozšiřování EU a jejích předchůdců

Pax Europaea (česky: evropský mír – po historickém Pax Romana) bylo období relativního míru, který Evropa zažila po druhé světové válce, během kterého proběhlo pozoruhodně málo mezinárodních konfliktů nebo válek mezi evropskými státy. Tento mír je často spojován se vznikem NATO, Evropské unie (EU) a předchůdců institucí EU včetně Evropského hospodářského společenství. Tato éra relativního míru byla v podstatě zachována po skončení studené války a rozpadu Sovětského svazu. Mezi hlavní výjimky patří válka v Jugoslávii, konflikt v Severním Irsku a různé války a napětí týkající se Ruska nebo probíhající v Rusku (včetně ruské invaze na Ukrajinu v roce 2022).

## Dějiny
Transatlantická spolupráce a evropská integrace byly navrženy tak, aby udržely křehký mír, který byl v Evropě vytvořen po druhé světové válce. Vzhledem k tomu, že se kontinent v posledních staletích opakovaně propadal do války, založením Evropských společenství v 50. letech 20. století se chtěly evropské státy integrovat do takové míry, aby válka mezi nimi nebyla možná. Také byla založena Severoatlantická aliance jako obranná vojenská aliance mezi západoevropskými zeměmi, USA a Kanadou, jejímž cílem bylo odradit agresi jak zevnitř, tak zvenčí. Evropská společenství se vyvinula v Evropskou unii a ona i NATO se rozšířily do většiny západní, severní a jižní Evropy. Ačkoli státy střední a východní Evropa zůstaly jako členové Varšavské smlouvy pod sovětským vlivem, i ony nezažily téměř žádný konflikt, s hlavní výjimkou vnitřních represí, které probíhaly až do 90. let 20. století, kdy v Jugoslávii vypukla série válek, během kterých se země rozpadla. EU byla kritizována za svou neschopnost zabránit konfliktu, přestože tato oblast je stále v Evropě a může se tam tak rozšiřovat.
K roku 2024 se EU skládá z 27 zemí, přičemž o členství usiluje většina evropských nečlenských států; v prvním desetiletí 21. století vstoupilo do EU 12 zemí. Většina evropských zemí, které zůstávají mimo EU, je s ní navíc spojena hospodářskými dohodami a smlouvami, jako je Evropský hospodářský prostor. Ačkoli řada bývalých sovětských republik vstoupila do EU nebo podnikla kroky k připojení se k různým evropským organizacím, Rusko si zachovalo určitou úroveň nezávislosti na evropských institucích. V rámci EHP nedošlo od roku 1945 k žádnému vojenskému konfliktu. Na západoevropské pevnině tak probíhá nejdelší období míru od doby Pax Romana.
Evropská unie získala Nobelovu cenu míru za rok 2012 jako uznání za její úsilí o udržení a aktivní podporu míru uvnitř svých hranic i na mezinárodní úrovni diplomatickými prostředky.
I když po druhé světové válce došlo na evropském poloostrově k řadě ozbrojených konfliktů, k žádnému z nich nedošlo mezi členy Evropské unie. Většina těchto konfliktů se odehrála v bývalé Jugoslávii a Sovětském svazu.

### Seznam válek v Evropě v období po 2. světové válce
(Poznámka: Arménii, Ázerbájdžán a Gruzii lze považovat za součást Evropy nebo západní Asie; pro úplnost jsou uvedeny zde)
- Protisovětský odpor ukrajinské povstalecké armády (1942–1960)
- Řecká občanská válka (Řecko, 1946–1949)
- Konflikt v Severním Irsku, (60. léta 20. století – 1998)
- Konflikt v Baskicku (1959–2011)
- Kyperská mimořádná situace, (Kyperští Řekové (EOKA) vs. Spojené království, 1955–1959)
- Maďarské povstání (Sovětský svaz vs. Maďarsko, 1956)
- Invaze vojsk Varšavské smlouvy do Československa (Sovětský svaz vs. Československo, 1968)
- Turecká invaze na Kypr (Kype vs. Turecko, 1974)
- Konflikt v Náhorním Karabachu (Arménie vs. Ázerbájdžán, 1988–2024)
- Válka v Jugoslávii, 1991–2001
  - Slovinská válka za nezávislost (Slovinsko vs. Jugoslávie, 1991)
  - Chorvatská válka za nezávislost (Chorvatsko vs. Jugoslávie, 1991–1995)
  - Válka v Bosně a Hercegovině (Bosna vs. Jugoslávie, 1992–1995)
  - Válka v Kosovu (Kosovo vs. Jugoslávie, 1998–1999)
  - Povstání v údolí Preševo (UÇPMB vs. Jugoslávie, 1999–2001)
  - Povstání v Makedonii (Národní osvobozenecká armáda vs. Severní Makedonie, 2001)
- Gruzínská občanská válka (Gruzie, 1991–1993)
- Konflikt ve východním Prigorodnyju (Ingušské milice vs. Rusko, 1992)
- Válka v Podněstří (Podněstří vs. Moldavsko, 1992)
- Čečensko-ruský konflikt
  - První čečenská válka (1994–1996)
  - Válka v Dagestánu (1999)
  - Druhá čečenská válka (1999–2000)
- Albánská občanská válka (Albánie, 1997)
- Válka v Jižní Osetii (Gruzie vs. Rusko, 2008)
- Rusko-ukrajinská válka (2014–dosud)
  - Proruské nepokoje na Ukrajině (2014)
  - Anexe Krymu Ruskou federací (2014)
  - Válka na Donbase (2014–dosud)
  - Ruská invaze na Ukrajinu (2022–dosud)
- Střety v Kumanovu (Národní osvobozenecká armáda vs. Severní Makedonie, 2015)

### Války zahrnující evropské země v období po 2. světové válce
- Indonéská národní revoluce (Nizozemsko)
- Suezská krize (Spojené království a Francie)
- Indočínská válka (Francie)
- Alžírská válka (Francie)
- Ifniská válka (Francie a Španělsko)
- Bizertská krize (Francie)
- Angolská válka za nezávislost (Portugalsko)
- Dafárské povstání (Spojené království)
- Guinejsko-bissauská válka za nezávislost (Portugalsko)
- Mosambická válka za nezávislost (Portugalsko)
- Šaba I a II (Francie a Belgie)
- Válka o Falklandy, 1982 (Spojené království)
- Válka v Afghánistánu, 2001–2014 (NATO)
- Válka v Iráku, 2003–2011 (Spojené království a Polsko)
- Vojenská intervence v Libyi, 2011 (NATO)
- Válka v Mali, 2012–2015 (Francie)
- Konflikt ve Středoafrické republice (Francie)